# Magnesien
Magnesien (gr. Μαγνησία) är en regiondel (perifereiakí enótita), till 2010 en prefektur Nomós Magnisías, i regionen Thessalien i Grekland. Prefekturen, som även omfattade Sporaderna, hade cirka 217 613 invånare (2001) och en yta på 2 636 km². Huvudstad är Volos.

## Administrativ indelning
Regiondelen är indelad i fem kommuner. Prefekturen var indelad i 22 kommuner och 4 samhällen.

- Dimos Almyros
- Dimos Rigas Feraios
- Dimos South Pelion
- Dimos Volos
- Dimos Zagora-Mouresi

## Namnet
Redan under antiken fann man i Magnesien gott om stenar som drog till sig järn. Detta är ursprunget till namngivning av begrepp som magnet och magnetism.